# Robert Szyndler
Robert Szyndler (ur. 4 maja 1933 w Skoczowie, zm. 25 maja 2021) – polski specjalista obróbki plastycznej, prof. dr hab.

## Życiorys
Studiował metalurgię na Akademii Górniczej i Hutniczej im. Stanisława Staszica, w 1964 r. obronił pracę doktorską, w 1972 r. otrzymał stopień doktora habilitowanego. 16 listopada 1984 nadano mu tytuł profesora nauk technicznych.
Był zatrudniony na stanowisku profesora w Zakładzie Plastycznej Przeróbki Metali na Wydziale Metalurgii i Inżynierii Materiałowej AGH oraz w poznańskim Instytucie Obróbki Plastycznej.